# ATP Bordeaux 1995
L'ATP Bordeaux 1995 è stato un torneo di tennis giocato sulla terra rossa. È stata la 17ª edizione dell'ATP Bordeaux, che fa parte della categoria World Series nell'ambito dell'ATP Tour 1995. Il torneo si è giocato a Bordeaux in Francia, dall'11 al 17 settembre 1995.

## Campioni

### Singolare maschile
Yahiya Doumbia ha battuto in finale  Jakob Hlasek con il punteggio di 6–4, 6–4

### Doppio maschile
Saša Hiršzon /  Goran Ivanišević hanno battuto in finale  Henrik Holm /  Danny Sapsford con il punteggio di 6–3, 6–4